# Хуан Ройг Альфонсо
Хуан Ройг Альфонсо (народився 8 жовтня 1949 року) — іспанський бізнесмен-мільярдер, президент іспанської мережі супермаркетів Mercadona. Станом на листопад 2021 року його статок оцінювався в 4,4 мільярда доларів США.   

## Раннє життя
Хуан Ройг народився 8 жовтня 1949 року у Валенсії. Навчався в єзуїтській школі у Валенсії, потім у школі-інтернаті, закінчив економіку у Валенсії, але не був видатним учнем. Через вісім років після закінчення навчання він навчався в аспірантурі в бізнес-школі IESE Університету Наварри.
Його батьки керували мережею з восьми м'ясних магазинів (Cárnicas Roig) у La Pobla de Farnals, пізніше перетворених на продуктові.

## Ділова кар'єра
Разом із трьома із п’яти братів, Хуан Ройг купив магазини у батьків у 1981 році. Він значною мірою викупив своїх братів у 1991 році і продовжив створювати мережу супермаркетів Mercadona, яка зараз налічує понад 1400 магазинів. Його успіх у роздрібній торгівлі був заснований на ризикованій стратегії конкурентоспроможного ціноутворення і на технологічних інноваціях, таких як сканери штрих-кодів і автоматизовані засоби розповсюдження. Він запровадив контракти на повний робочий день для всіх працівників наприкінці 1990-х років . 
У 2010 році Ройг був нагороджений премією принца Феліпе за ділову досконалість.

## Особисте багатство
Журнал Forbes у жовтні 2013 року повідомив, що Ройг володіє 5800-ма мільйонами євро, що є другим за величиною статком в Іспанії. Фактично це оціночна вартість 78% акцій Mercadona, якими спільно володіють він і його дружина. Але оскільки акції Mercadona публічно не котируються, ця цифра є дещо спекулятивною. Станом на липень 2018 року Forbes оцінив його статки в 4,3 мільярда доларів США. Акція принесла дохід від дивідендів у розмірі понад 400 мільйонів доларів у період з 2006 по 2013 рік для Ройга та його дружини.

## Особисте життя
В університеті він познайомився з Гортенсією Ерреро, і вони одружилися в 1973 році. У них четверо дітей, вони живуть у Валенсії, Іспанія. Його дружина зараз є віце-президентом Mercadona. Кажуть, що він підтримує сімейну власність у бізнесі за умови, що члени сім'ї вносять позитивний внесок.
Ройг викладає в школі для молодих підприємців по суботах. Він грає в настільний теніс і дивиться баскетбол. 
Його описували як «сором'язливого, але жорсткого бізнесмена» і як «практичну людину, пряму, сувору, сприймає речі серйозно, його манери можуть здатися холодними, якщо він не довіряє людині, з якою розмовляє». Йому приписують багато афоризмів, наприклад «в Іспанії ми повинні наслідувати працьовиту культуру китайських базарів» і «ви не повинні робити роботу, яка вам подобається, але ви повинні зробити свою роботу такою, що вам подобається робити.» 

## Філантропія
Через свою компанію Alquería Capital, яка повністю належить йому, Ройг підтримує Proyecto Lanzadera, яка допомагає молодим підприємцям створювати свій бізнес і пропонує їм приміщення в бізнес-центрі Lanzadera у Валенсії. Він також спонсорує професійну баскетбольну команду під назвою Valencia Basket.